# Lorraine Winstanley
Lorraine Winstanley geboortenaam: Farlam (Buxton, 28 oktober 1975) is een Engels dartster. Winstanley was een periode de nummer één bij de vrouwen op de wereldranglijst. Ze is getrouwd met darter Dean Winstanley.

## Resultaten op wereldkampioenschappen

### BDO
- 2011: Kwartfinale (verloren van Irina Armstrong met 0–2)
- 2012: Halve finale (verloren van Deta Hedman met 1–2)
- 2013: Kwartfinale (verloren van Anastasia Dobromyslova met 0–2)
- 2014: Laatste 16 (verloren van Deta Hedman met 0–2)
- 2015: Laatste 16 (verloren van Sharon Prins met 0–2)
- 2016: Kwartfinale (verloren van Deta Hedman met 0–2)
- 2017: Kwartfinale (verloren van Anastasia Dobromyslova met 1–2)
- 2018: Kwartfinale (verloren van Anastasia Dobromyslova met 0–2)
- 2019: Runner-up (verloren van Mikuru Suzuki met 0–3)
- 2020: Kwartfinale (verloren van Lisa Ashton met 0–2)

### WDF

#### World Championship
- 2022: Halve finale (verloren van Beau Greaves met 0–3)
- 2023: Kwartfinale (verloren van Aileen de Graaf met 0–2)

#### World Cup
- 2019: Laatste 16 (verloren van Vicky Pruim met 3–4)
- 2023: Laatste 256 (verloren van Kirsi Viinikainen met 3–4)

## Resultaten op de World Matchplay

### PDC Women’s
- 2022: Halve finale (verloren van Fallon Sherrock met 2–5)
- 2025: Kwartfinale (verloren van Noa-Lynn van Leuven met 0–4)